# Radioteléfono

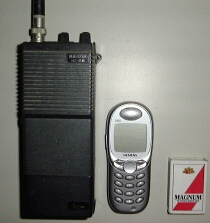
Comparación de un transceptor portátil de radioaficionado, un teléfono móvil y una caja de fósforos

Un radioteléfono es un sistema de comunicaciones para la transmisión del habla mediante ondas de radio. Los sistemas de radiotelefonía rara vez están interconectados con la red telefónica pública conmutada, y en algunos servicios de radio, incluido GMRS, dicha interconexión está prohibida. Radiotelefonía significa transmisión de sonido (audio) por radio, en contraste con la radiotelegrafía (transmisión de señales telegráficas) o transmisión de video. Cuando un sistema de radio bidireccional permite hablar y escuchar en un terminal móvil, y puede interconectarse con la red telefónica pública, el sistema puede proporcionar un servicio de telefonía móvil. 

## Diseño

### Modo de emisión
La palabra teléfono tiene un largo precedente que comienza con los primeros sistemas de voz por cable en los Estados Unidos. El término teléfono significa voz a distancia; frente a telégrafo, que indica la transmisión a distancia de un código gráfico (habitualmente el código Morse). Esto incluiría sistemas que encajan en la categoría de radio bidireccional o transmisiones de voz unidireccionales, como las transmisiones costeras sobre el clima marítimo. El término aún es popular en la comunidad de radioaficionados y en los reglamentos de la Comisión Federal de Comunicaciones de Estados Unidos. 

### Modos de operación
Un teléfono fijo estándar permite que ambos usuarios hablen y escuchen simultáneamente; esto se debe a que se dispone de dos canales de comunicación abiertos entre los dos usuarios de extremo a extremo del sistema. En un sistema de radioteléfono, esta forma de trabajo, conocida como dúplex completo, requiere un sistema de radio para transmitir y recibir simultáneamente en dos canales separados, lo que desperdicia ancho de banda y presenta algunos desafíos técnicos (de considerable importancia en los primeros tiempos de la radiotelefonía). Sin embargo, el dúplex completo es el método más cómodo de comunicación de voz para los usuarios, y actualmente se usa en teléfonos móviles y se usaba en el antiguo IMTS. 
El método más común para trabajar con radioteléfonos es la operación semidúplex, que permite que una persona hable y la otra escuche alternativamente. Si se usa un solo canal, ambos extremos se turnan para transmitirlo. Este sistema de doble frecuencia divide la comunicación en dos canales separados, pero solo se usa uno para transmitir cada vez. 
El usuario presiona un interruptor especial en el transmisor cuando desea hablar; esto se llama interruptor "presionar para hablar" (o PTT por sus siglas en inglés). Suele instalarse en el lateral del micrófono o en otra posición fácilmente accesible. Los usuarios pueden usar una palabra de código de procedimiento como "cambio" para indicar que han terminado de transmitir y pasan a escuchar.

## Características
Los radioteléfonos pueden operar en cualquier frecuencia donde tengan licencia para hacerlo, aunque generalmente se usan en las diversas bandas entre 60 y 900 MHz (25 y 960 MHz en los Estados Unidos). Pueden usar esquemas de modulación simples como AM o FM, o técnicas más complejas como codificación digital, espectro ensanchado, y otras. Los términos de licencia para la concesión de una banda generalmente especifican el tipo de modulación que se puede utilizar. Por ejemplo, los  radioteléfonos de banda aérea utilizados para la comunicación entre pilotos y controladores aéreos opera en la  banda de VHF 118,0-136,975 MHz, utilizando modulación de amplitud. 
Los receptores de radioteléfono generalmente están diseñados con un estándar muy alto y, por lo general, tienen un diseño de doble conversión con un receptor superheterodino. Del mismo modo, los transmisores están cuidadosamente diseñados para evitar interferencias no deseadas y cuentan con salidas de potencia desde unas pocas decenas de milivatios hasta alrededor de 50 vatios para una unidad móvil, alcanzando un par de cientos de vatios en el caso de una estación base. A menudo se dispone de múltiples canales, utilizando un sintetizador de frecuencia. 
Los receptores generalmente cuentan con un circuito silenciador para cortar la salida de audio del receptor cuando no hay transmisión que escuchar, evitando así el ruido de fondo. Esto contrasta con los transmisores, que a menudo prescinden de esta característica. 

### Privacidad y llamadas selectivas
A menudo, en un sistema de red pequeño, hay muchas unidades móviles y una estación base principal. Esto es habitual  por ejemplo en los cuerpos de policía o en los servicios de taxi. Para ayudar a dirigir los mensajes a los destinatarios correctos y evitar el tráfico irrelevante en la red como una distracción para otras unidades, se han ideado una variedad de medios para crear sistemas de direccionamiento. 
El más primitivo y antiguo de estos sistemas se llama CTCSS, o sistema de silenciado controlado por tono continuo. Esto consiste en superponer un tono preciso de muy baja frecuencia a la señal de audio. Solo el receptor sintonizado a este tono específico convierte la señal en audio: este receptor apaga el audio cuando el tono no está presente o es una frecuencia diferente. Al asignar una frecuencia única a cada unidad móvil, se puede disponer de canales privados en una red pública. Sin embargo, esta característica no garantiza la privacidad de las comunicaciones. 
Un sistema más utilizado se denomina llamada selectiva o Selcall. También usa tonos de audio, pero estos no están restringidos a frecuencias subsónicas y se envían como una ráfaga corta en secuencia. El receptor se programa para responder únicamente a un conjunto único de tonos en una secuencia precisa, y solo entonces abrirá los circuitos de audio para una conversación de canal abierto con la estación base. Este sistema es mucho más versátil que el CTCSS, ya que relativamente pocos tonos producen una cantidad mucho mayor de "direcciones". Además, se pueden diseñar características especiales (como modos de transmisión y anulaciones de emergencia), utilizando direcciones especiales reservadas para tal fin. Una unidad móvil también puede transmitir una secuencia de Selcall con su dirección única a la base, para que el usuario pueda saber antes de que se atienda la llamada qué unidad está llamando. En la práctica, muchos sistemas de llamada automática también tienen incorporado el transpondedor automático, lo que permite que la estación base "interrogue" a un móvil incluso si el operador no está presente. Dichos sistemas de transpondencia generalmente tienen un código de estado que el usuario puede configurar para indicar lo que está haciendo. Características como esta, aunque muy simples, son una de las razones por las que son muy populares entre las organizaciones que necesitan administrar una gran cantidad de unidades móviles remotas. Selcall es ampliamente utilizado, aunque está siendo reemplazado por sistemas digitales mucho más sofisticados. 

## Usos

### Uso convencional telefónico
Los sistemas de radiotelefonía como el servicio de telefonía móvil (MTS) y su versión mejorada (IMTS) posibilitaron que una unidad móvil tuviera un número de teléfono que permitiera el acceso desde la red telefónica general, aunque algunos sistemas requerían que los operadores móviles establecieran llamadas a estaciones móviles. Los sistemas de telefonía por radio antes de la introducción de los servicios de telefonía móvil adolecían de pocos canales utilizables, una gran congestión y costos operativos muy altos. 

### Uso marino
El Servicio de Radioteléfono Marino o HF ship-to-shore opera en frecuencias de radio de onda corta, utilizando modulación de banda lateral única. El método habitual es que un barco llama a una estación costera, y el operador marítimo de la estación costera conecta a la persona que llama a la red telefónica pública conmutada. Este servicio se retiene por razones de seguridad, pero en la práctica se ha vuelto obsoleto tras la introducción de los teléfonos por satélite (particularmente INMARSAT) y del teléfono y del correo electrónico VoIP a través de internet vía satélite. 
La radio de onda corta se usa porque se refleja entre la ionosfera y el suelo, dando a un modesto transmisor de 1000 vatios (la potencia estándar) alcance mundial. 
La mayoría de las estaciones costeras monitorizan varias frecuencias. Las frecuencias con el rango más largo generalmente están cerca de 20 MHz, pero el clima ionosférico (condiciones de propagación) puede cambiar drásticamente qué frecuencias funcionan mejor. 
La banda lateral única (SSB) se usa porque las bandas de onda corta están generalmente repletas de usuarios, y el sistema SSB permite que un solo canal de voz use un rango más estrecho de frecuencias de radio (ancho de banda), de aproximadamente 3,5 kHz. En comparación, la radio AM usa aproximadamente 8 kHz y la FM de banda estrecha (calidad de voz o comunicación) utiliza 9 kHz.
La radiotelefonía marítima comenzó a hacerse común en la década de 1930, siendo utilizada extensivamente para la comunicación con barcos y aeronaves sobre el océano. En aquella época, los aviones de gran alcance disponían de largas antenas de cable que desenrollaban en pleno vuelo para comunicarse, y luego volvían a recoger. La radiotelefonía marítima originalmente usaba el modo AM en la región de 2-3 MHz antes de la transición al sistema SSB y la adopción de varias bandas de frecuencias más altas además de la frecuencia de 2 MHz.
Uno de los usos más importantes de la radiotelefonía marina ha sido poder modificar los itinerarios de los barcos, bien para evitar condiciones meteorológicas adversas o bien para elegir puerto de destino con el fin de cerrar operaciones comerciales ventajosas desde alta mar. 

## Reglamento
En los Estados Unidos, desde la Ley de Comunicaciones de 1934, la Comisión Federal de Comunicaciones (FCC) ha emitido varias licencias y permisos comerciales de operador de radioteléfono a solicitantes calificados. Esto les permite instalar, dar servicio y mantener sistemas de radio de solo transmisión de voz para su uso en barcos y aeronaves. Hasta la desregulación en la década de 1990, también eran necesarios para los sistemas comerciales de radio y televisión nacionales. Debido a las obligaciones del tratado, aún son necesarios para los ingenieros de las estaciones internacionales de transmisión de onda corta. El certificado emitido actualmente es la licencia general de operador de radioteléfono. 